# Жангалов, Баян Жангалович
Бая́н Жанга́лович Жанга́лов (22 июля 1914 — 31 января 2013) — советский и казахский политический и общественный деятель, писатель, ветеран Великой Отечественной войны. Герой Социалистического Труда (1957).

## Биография
Родился в селе Джамантуз Кокчетавского уезда (ныне — Зерендинский район Акмолинской области Казахстана). По национальности — казах. Происходит из рода карауыл племени аргын.
Получил начальное образование у муллы, после чего в 1928 году отец послал его в школу, где он окончил шесть классов. В 15 лет, приписав себе лишний год, Жангалов вступил в комсомол.
Трудовую деятельность начал в 1931 году, работая секретарем аулсовета № 13 Кокчетавского района. Затем он получил должность счетовода в колхозе «Джамантуз», а в 1934 году был назначен комсоргом аула Карабулак. Только за один год работы по привлечению молодёжи в ряды комсомола ему удалось увеличить количество членов «первички» в пять раз.
В 1933 году Акмолинская область, в которой проживал Жангалов, оказалась охвачена массовым голодом. Самому Баяну Жангаловичу чудом удалось выжить, а вот семья его родного брата полностью погибла. По прошествии многих лет он вспоминал:

Очень трудно вспоминать о 30-х голодных годах. Я сам чуть не погиб. Меня спасли добрые люди. А вот мой брат, его жена и четверо детей, все умерли. Я об этом никак не могу забыть. Это было в 33-м году.— автобиография Баяна Жангалова
В 1936 году, обратив внимание на прилежность и ответственность Жангалова, его пригласили делопроизводителем в прокуратуру Кокчетава. В 1939 году он был принят в ряды ВКП(б), а в июне 1941 года, всего за десять дней до начала Великой Отечественной войны, его направили на учёбу в Алма-Атинскую партшколу.
В октябре 1942 года был призван на фронт младшим политруком. Участвовал в освобождении Сталинграда. Будучи заместителем командира 4-й батареи по политчасти Отдельного артиллерийского дивизиона, участвовал в генеральном наступлении 24—30 января 1943 года, в результате которого его батарея прямой наводкой уничтожила 12 дзотов, 7 пулемётных точек, 4 блиндажа, рассеяла и частично уничтожила до роты вражеской пехоты. За этот подвиг бойцы батареи были отмечены наградами. Среди них был и Жангалов, которому вручили орден Красной Звезды.
После освобождения Сталинграда продолжил службу, участвуя в сражениях под Курском, Харьковом, в Белоруссии. Вскоре он получил тяжелое ранение и попал в госпиталь на Урале. Много позднее он рассказывал:

Как-то защищали одну высотку, а спустя много лет на месте, где воевал наш батальон, следопыты на площади в 500 м² нашли 500 осколочных пуль. Не зря в народе говорят, хоть 40 лет продлится война, погибнет лишь тот, кому суждено. Мне было суждено уцелеть.— Интервью Баяна Жангалова по случаю издания книги воспоминаний
После окончания лечения в госпитале он получил инвалидность и был демобилизован. Вернувшись домой в звании лейтенанта, сразу же был привлечён к восстановлению разрушенного хозяйства области.
В 1952 году окончил Высшую партийную школу при ЦК КП Казахстана в г. Алма-Ата.
C 1945 по 1959 год последовательно работал инструктором райкома и обкома Компартии Казахстана, вторым секретарём Красноармейского райкома партии, председателем Рузаевского райисполкома. Работая на этих ответственных постах, он внёс большой вклад в освоение целинных и залежных земель в Казахстане. Только в одном лишь Рузаевском районе за четыре года после начала наступления на степные просторы посевные площади увеличились в 6,5 раза. Такие стремительные темпы развития сельского хозяйства, совершенно непривычные для этих земель, стали возможны благодаря труду таких организаторов, как Баян Жангалов.
Будучи хорошо знакомым со всеми тонкостями сельскохозяйственного производства, Жангалов, тем не менее, никогда не довольствовался достигнутым, систематически изучал достижения современной науки и передовой опыт, настойчиво добивался внедрения их в производство. Кроме того, он неуклонно добивался строгого соблюдения партийной и государственной дисциплины каждым работником, на каком бы посту тот ни находился, а также всегда ответственно подходил к выполнению каждого государственного плана производства и сдаче государству продукции сельского хозяйства.
В 1956 году Рузаевский район установил рекорд по сдаче хлеба. В течение года удалось сдать государству 35 миллионов пудов хлеба, что стало вторым показателем во всём Советском Союзе и первым в Казахстане.
Указом Президиума Верховного Совета СССР от 11 января 1957 года за особо выдающиеся успехи, достигнутые в работе по освоению целинных и залежных земель, и получение высокого урожая Жангалову Баяну Жангаловичу присвоено звание Героя Социалистического Труда с вручением ему ордена Ленина и золотой медали «Серп и Молот».
С 1959 года — первый секретарь Аиртавского райкома партии. В январе 1965 года Жангалов избран первым секретарём Чистопольского райкома партии. Впоследствии он десять лет возглавлял Зерендинскую районную парторганизацию, а последние семь лет до выхода на пенсию руководил лесоохотничьим хозяйством.
Выйдя на пенсию, он написал автобиографическую книгу «Три этапа» («Үш кезең»), в которой рассказал о своём нелёгком жизненном пути.
Избирался депутатом Верховного Совета Казахской ССР четвёртого созыва (1955), также являлся членом ЦК Компартии Казахстана.
Последние годы жил в Зерендинском районе Акмолинской области Казахстана. Скончался 31 января 2013 года на 99-м году жизни. Соболезнования родственникам Баяна Жангалова выразили представители различных государственных структур Акмолинской области. Похоронен на мусульманском кладбище села Жамантуз.
Буркутбай Батырханов, ветеран войны и труда, заслуженный работник культуры Казахской ССР, Почётный гражданин города Кокшетау, лично знакомый с Жангаловым, так вспоминал о нём:

Вскоре после того, как Баяну Жангаловичу исполнилось 90 лет, при встрече я спросил его, как он себя ощущает после такого юбилея? А он, хитро улыбнувшись, ответил: «Оказывается, 90 лет лучше, чем 80!» Оптимист был абсолютный и зажигал этим других. Мы все надеялись через полтора года поздравить старшего товарища со столетним юбилеем. И очень жаль, что этого не случится.— Интервью газете «Акмолинская правда» от 2 февраля 2013 года

## Семья
- Сын: Жангалов, Досбол Баянович — аким Кокшетауской области (1996—1997).

## Награды и звания

### Награды Казахстана
- Орден «Курмет»
- звание «Почётный гражданин Акмолинской области»

### Награды СССР
- Герой Социалистического Труда (11 января 1957 года)[9]
- орден Ленина (11 января 1957 года)
- орден Октябрьской Революции
- орден Трудового Красного Знамени
- орден Дружбы народов
- орден «Знак Почёта»
- орден Красной Звезды (15 февраля 1943 года)
- орден Отечественной войны I степени (1985 год)
- медаль «За отвагу»
- медаль «За боевые заслуги»
- медаль «За освоение целинных земель»
- золотая и серебряная медали ВДНХ
- 2 Почётные грамоты Верховного Совета Казахской ССР

## Отзывы о Баяне Жангалове
- Пётр Щерба, ветеран труда, первоцелинник, долгое время проработавший бок о бок с Жангаловым:

- Я познакомился с Баяном Жангаловичем в 1970 году, когда был избран первым секретарём Чкаловского райкома партии. Жангалов в это время возглавлял Чистопольский районный комитет партии. Приходилось многие годы встречаться на различных совещаниях и заседаниях. И, надо сказать, среди коллег он пользовался огромным уважением. Старший по возрасту, участник Великой Отечественной войны, опытный хозяйственник, Баян Жангалович был прост в общении, всегда был готов дать дельный совет, был интересным собеседником, умел шутить.
Районы Кокчетавской области, которыми ему довелось руководить, добивались неплохих результатов в социально-экономическом развитии. Думаю, этому во многом способствовало умение Баяна Жангаловича подбирать кадры и работать сними. Скромный, выдержанный человек с активной жизненной позицией, он, и выйдя на пенсию, живо интересовался жизнью родного Зерендинского района, области, страны, принимал участие в различных мероприятиях. Своими добрыми делами Баян Жангалович Жангалов оставил о себе добрую и долгую память.
— Интервью газете «Акмолинская правда» от 2 февраля 2013 года

## Интересные факты
- По некоторым данным, Баян Жангалов является прямым потомком крупного политического и общественного деятеля Среднего жуза XVIII века, главного советника Абылай хана и главы (бека) города Ташкента Канай би. Кроме него, к потомкам Канай би также относят Героя Советского Союза и академика Малика Габдуллина[10].
- Баян Жангалов являлся одним из немногих провинциальных политиков, кому довелось лично общаться с Генеральным секретарём ЦК КПСС Леонидом Брежневым. Так он описывал одну из встреч с Брежневым:

Леонид Ильич, будучи вторым секретарем Компартии Казахстана, позвонил в наш район весной 1954 года из Кустаная. Подозвали к телефону меня, председателя райисполкома. Я не верю, такой большой человек и собирается со мной говорить. С первых же слов понял — Брежнев человек от земли, с добрым сердцем. Все интересовался, как живут люди, чем питаются, посоветовал по телефону построить временные домики из соломы тем, кому не хватило палаток…
Вскоре, он приехал в Рузаевку осенью посмотреть первый целинный урожай. Мы растерялись, не знаем, как встречать, а он, покинув самолет У-2, громким голосом изрек: «Здравствуйте, герои целины», и все тотчас встало на свои места. «Какой воздух, какой благодатный край», — восхищался Леонид Ильич. Мы пригласили его в машину, но он наотрез отказался, предложив до райкома пройтись пешком. На целине грубым словом он не обидел ни одного человека, тепло, уважительно относился к казахам, часто повторяя, в братской республике должны вырасти руководители-казахи, прокладывая достойный путь для народа.— материал из автобиографической книги Жангалова «Три этапа»